# Saturn-Apollo 6
Saturn-Apollo 6 (A-101) – drugi start rakiety Saturn I Block 2; lot testowy w ramach programu Apollo. Potwierdził kompatybilność statku i rakiety nośnej. Misja zrealizowana przez Centrum Lotów Kosmicznych imienia George’a C. Marshalla. Był to pierwszy lot modelu statku Apollo rakietą Saturn i jednocześnie pierwszy lot modelu statku Apollo w przestrzeń kosmiczną.

## Cele testu
- Test konstrukcji, systemu napędowego i systemu sterowania rakiety z ładunkiem w postaci makiety statku Apollo.
- Drugi z kolei test stopnia S-IV podczas lotu.
- Drugi test IU podczas lotu.
- Test kompatybilności rakiety nośnej i makiety statku Apollo w trakcie przygotowań do misji, podczas startu i lotu.
- Pierwszy test Aktywnego Systemu Sterowania (Active Guidance System). System aktywowany po separacji pierwszego stopnia rakiety. W locie SA-6 system został aktywowany po 19 sekundach od separacji.
- Pierwszy test wyłączenia silników stopnia S-IV pod kontrolą komputera pokładowego.
- Separacja S-I od S-IV.
- Drugi start ze stanowiska nr 37B.
- Test konstrukcji w locie przy dużym kącie natarcia i dużym ciśnieniu dynamicznym.
- Powrót na Ziemię 8 kamer, rejestrujących zachowanie ciekłego tlenu w zbiorniku podczas lotu.
- Test sterowania za pomocą stateczników stopnia S-I.
- Test procedury odrzucenia systemu ratunkowego LES podczas lotu.
- Test usuwania odparowanego wodoru podczas schładzania układu paliwowego stopnia S-IVB.
- Drugi start z wykorzystaniem ośmioramiennej wieży startowej.
- Inicjacja przez timer separacji stopni rakiety.
- Drugi lot orbitalny, a jednocześnie pierwszy lot orbitalny całkowicie pustego stopnia S-IV, IU i makiety statku Apollo (masa ładunku – 17 ton).

Wszystkie cele zostały osiągnięte.

## Ładunek
Ładunek stanowiła makieta modułu dowodzenia i serwisowego statku Apollo, tzw. boilerplate, oznaczona symbolem BP-13, adapter modułu księżycowego, oraz moduł LES. Makieta modułu dowodzenia była wykonana z aluminium i miała takie same wymiary, masę, kształt i położenie środka ciężkości, co załogowy moduł dowodzenia Apollo. Izolację termiczną stanowił korek. Na szczycie makiety umieszczona była wieża ucieczkowa systemu LES o wysokości 3,05 m, która stanowiła mocowanie dla makiety silnika ucieczkowego (4,64 m długości). Pod modułem dowodzenia znajdowała się makieta modułu serwisowego, również wykonana z aluminium.
Boilerplate miał masę 7700 kg, drugi człon rakiety – 6440 kg, zasobnik z przyrządami – 2766 kg. Cały ładunek wraz z drugim członem rakiety i instrumentami pomiarowymi (mierzącymi 116 parametrów) miał masę 16 906 kg, oraz 24,4 m długości i średnicę około 5,6 m.

## Nieudane próby startowe
Pierwotną datą startu był 20 maja 1964 roku. Została ona przełożona o sześć dni z powodu uszkodzenia izolacji przewodów przez ciekły tlen i tym samym zanieczyszczenia paliwa. Odliczanie 26 maja 1964 roku przebiegało bez zakłóceń do 115 minuty przed startem, gdy nastąpiła awaria kompresora w układzie kontroli środowiska. Temperatura w układzie kierowania rakiety, z braku wentylacji, szybko przekroczyła dopuszczalną wartość. Start przełożono ponownie, na 28 maja 1964 roku.

## Przebieg lotu
Przygotowania przedstartowe nie przebiegały bez problemów. Pary tlenu wentylowane z członu S-IV zaczęły przesłaniać pole widzenia z naziemnego teodolitu skierowanego na lusterko przyrządu pomiarowego ładunku rakiety. Po 38 minutowym wstrzymaniu odliczania, wiatr rozproszył opary. Nastąpiło jednak godzinne opóźnienie spowodowane koniecznością regulacji zaworu uzupełniania ciekłego tlenu. W ostatnich minutach odliczania problem z parami tlenu pojawił się ponownie. Tym razem widoczność przerwały opary tlenu nawiewane z wieży startowej. Kontrola stabilizacji rakiety, jako istotna dla procedury startowej, była zawarta w oprogramowaniu sekwencera odliczania. Posiadał on wbudowaną funkcję automatycznego sprawdzania widoczności teodolitu. Przy braku widoczności, start zostałby wstrzymany w czasie T-3 sekundy. Podczas planowanego wstrzymania odliczania przy T-41 s, działania dwóch członków ekipy pozwoliły na start. Terry Greenfield, szef sekcji systemów elektrycznych, dzięki rekonfiguracji sekwensera, wymusił pominięcie wymienionej procedury. W tym samym czasie Milton Chambers, szef sekcji systemów stabilizacji i żyroskopów, dokonał improwizowanego manualnego utrzymania właściwego azymutu lotu. Odliczanie wznowiono po 75 minutach. Wiatr ponownie rozwiał problematyczne opary na 40 sekund przed startem.
System napędowy pierwszego stopnia rakiety (8 silników H-1) pracował bez zarzutu aż do 116,88 sekundy lotu, kiedy niespodziewanie wyłączył się 24 sekundy przed czasem silnik nr 8, ale wydłużona o 2 sekundy praca pozostałych silników oraz reakcja systemu kierowania skompensowały skutki tej usterki. Parametry orbity końcowej były bardzo zbliżone do założonych. Po separacji stopnia S-IV rzeczywista wysokość była o 2,4 kilometra niższa niż planowano, a statek przeleciał 41,4 kilometrów mniej niż zakładano. Szybkość obrotu statku (28°/s) była większa od zakładanej, co było spowodowane wentylacją pozostałości paliwa. Telemetria była obierana ze 106 mierników aż do wyczerpania baterii, tj. do czwartej orbity. Pracę jednostek napędowych rakiety filmowało 8 kamer, które zostały potem odczepione od niej i odzyskane. Statek wszedł ponownie w atmosferę Ziemi 1 czerwca 1964 roku, po 50. okrążeniu globu.